# Movimiento de Ecologistas - Cooperación Ciudadana
El Movimiento de Ecologistas - Cooperación Ciudadana (KOSP) (griego: Κίνημα Οικολόγων – Συνεργασία Πολιτών), anteriormente conocido como Movimiento Ecológico y Ambiental (griego: Κίνημα Οικολό γων Περιβαλλοντιστών), es un partido político verde en Chipre.
Tanto en las elecciones legislativas de 2001 como en las de 2006, el partido obtuvo el 2,0% del voto popular y 1 de 56 escaños. En 2011, obtuvo el 2,2% del voto popular y su único parlamentario, George Perdikes, conservó su escaño.
El partido aumentó sus escaños de 1 a 2 tras las elecciones legislativas de 2016, donde obtuvo el 4,8% de los votos, quedando en séptimo lugar. Ese mismo año, el partido adoptó su nombre actual y un nuevo logo.

## Resultados electorales

### Elecciones a la Cámara de Representantes
Los resultados del partido en la Cámara de Representantes de Chipre.
|  | 1 % |

|  | 1.98 % |

|  | 1.95 % |

|  | 2.21 % |

|  | 4.81 % |

|  | 4.41 % |